# Kirtland (Ohio)
Kirtland – miasto w Stanach Zjednoczonych, w północnej części stanu Ohio. Liczba mieszkańców w 2000 roku wynosiła 6670.